# Sevyn Streeter
Sevyn Streeter (* 7. Juli 1986 in Haines City, Florida; eigentlicher Name Amber Streeter) ist eine US-amerikanische R&B-Sängerin und Songwriterin.

## Biografie
2002 stellte Musikproduzent Chris Strokes eine R&B-Band zusammen und nahm unter anderem Amber Streeter darin auf. Allerdings überlebten TG4 nur eine Single. Nach einem enttäuschenden Platz 88 in den R&B-Charts wurde ein fertiggestelltes Album nie veröffentlicht. Daraufhin holte Rich Harrison sie in die von ihm betreute Band RichGirl. Nach einer erfolglosen Single scheiterte aber auch dieses Projekt und Streeter, die sich in dieser Zeit den Künstlernamen Seven bzw. Se7en zugelegt hatte, stand erneut ohne Band da.
Daraufhin verlegte sie sich erst einmal erfolgreich auf Songwriting. Sie war an einigen Hits beteiligt, darunter New Day von 50 Cent, The Way von Ariana Grande und Yeah 3X von Chris Brown. Mit Brown nahm sie auch zwei Songs für dessen Album Fortune auf. Schließlich erhielt sie von Atlantic 2012 einen Soloplattenvertrag und produzierte ihre erste Single I Like It. Sie schaffte es immerhin in die Top 50 der R&B-Charts. Die zweite Single It Won't Stop entstand diesmal mit Unterstützung von Chris Brown und damit gelang ihr dann 2013 ein größerer Erfolg, der in den offiziellen Singlecharts bis auf Platz 30 kam. Anschließend konnte sich auch eine erste EP mit dem Titel Call Me Crazy, But... erfolgreich in den Charts platzieren. 2015 steuerte sie mit How Bad Do You Want It (Oh Yeah) einen Song zu dem Soundtrack des siebten Teils der Fast-&-Furious-Filmreihe bei.

## Diskografie
Alben
- 2013: Call Me Crazy, But … (EP)
- 2017: Girl Disrupted

Singles
- 2013: I Like It
- 2013: It Won’t Stop (feat. Chris Brown, UK: Silber)
- 2014: Next (Remix) (feat. Kid Ink)
- 2015: Don’t Kill the Fun (feat. Chris Brown)
- 2015: How Bad Do You Want It (Oh Yeah)